# Mu (Rakete)

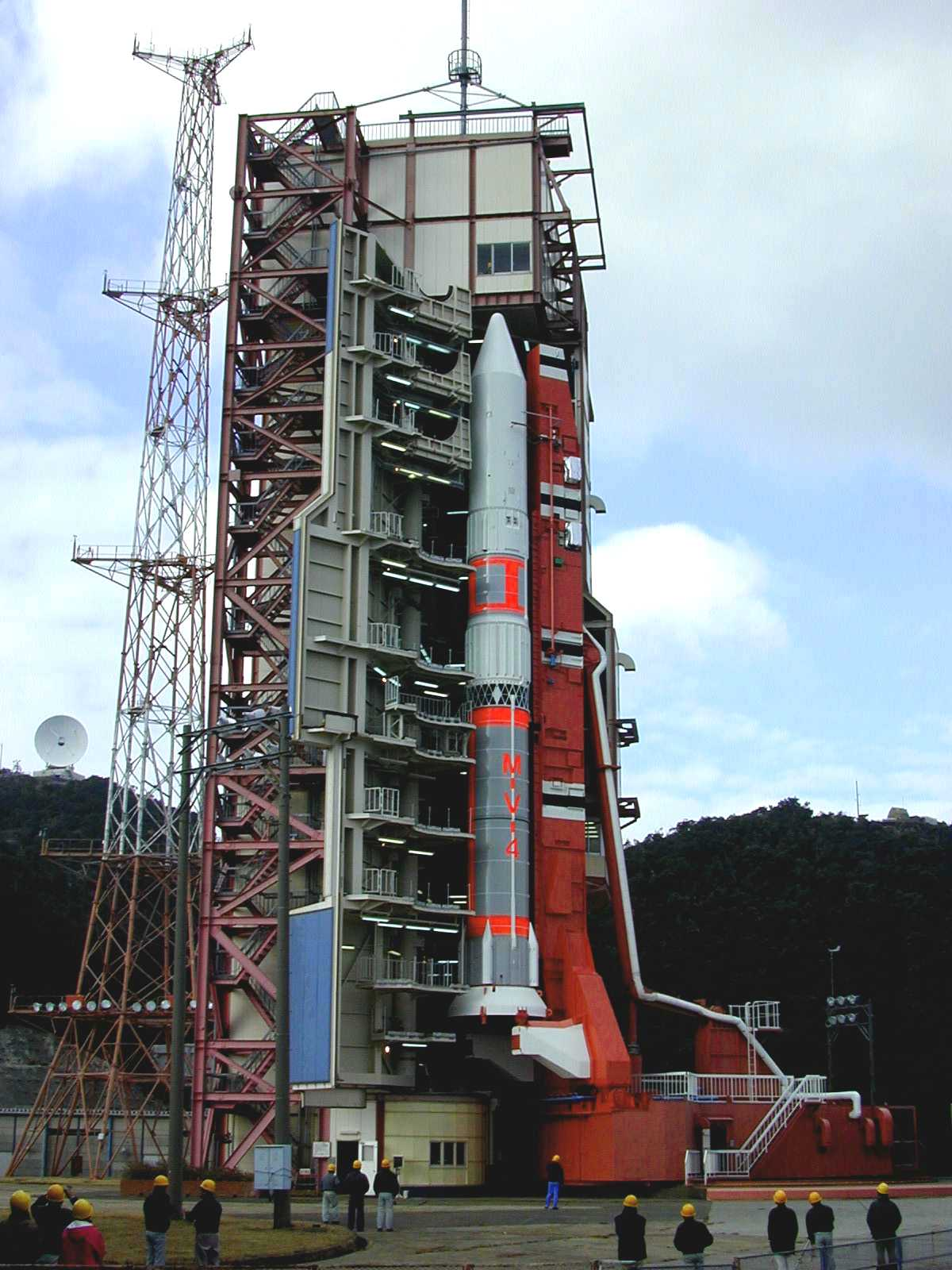
Mu-V-4 Rakete mit dem ASTRO-E-Satelliten (Februar 2000)

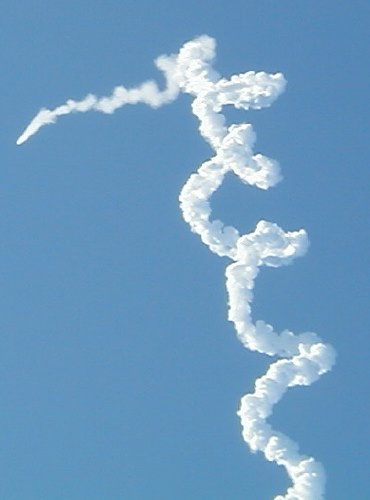
Mu-V-4 mit ASTRO-E, die spiralförmig vom Kurs abweicht

Mu bzw. M oder Myū (nach der jeweiligen Umschrift des 12. griechischen Buchstabens μ) bezeichnet eine Serie japanischer Trägerraketen, die von 1966 bis 2006 zum Einsatz kamen. Alle Raketen der Serie verwendeten Feststoffraketentriebwerke und wurden vom Uchinoura Space Center gestartet. Sie setzten die japanische Entwicklungslinie von Feststoffraketen des ISAS für wissenschaftliche Nutzlasten fort. Die Vorläufer waren ebenfalls mit griechischen Buchstaben bezeichnet.

## Frühere japanische Trägerraketen der Mu-Serie

Varianten der Trägerrakete Mu

1966 wurde mit Mu-1 die erste Rakete der Serie auf einem suborbitalen Flug getestet. Die folgenden Raketentypen bis Mu-V fasst man als Mu-3 zusammen: 1969 erfolgte ein suborbitaler Start von Mu-3D. 1971 (nach einem Fehlschlag 1970) wurde am 16. Februar mit der vierstufigen Mu-4S der japanische Satellit Tansei 1 gestartet, weitere Starts erfolgten bis 1972. Mit dem dreistufigen Nachfolger Mu-3C wurden von 1974 bis 1979 drei Satelliten erfolgreich gestartet. Die nächste Generation war Mu-3H, diese Rakete war von 1977 bis 1978 im Einsatz. Deren Nachfolger Mu-3S war von 1980 bis 1984 im Einsatz. In den Jahren von 1985 bis 1995 folgte Mu-3S2.

## Varianten der Trägerrakete MU

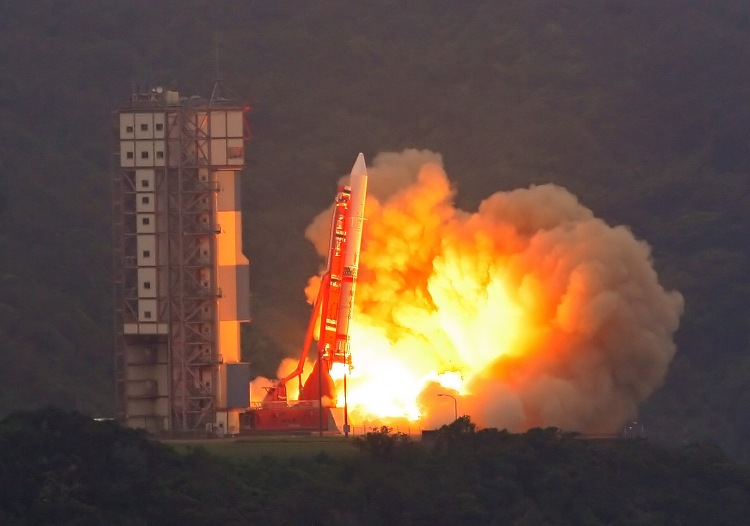
Mu-V-6 startet ASTRO-E2 (10. Juli 2005)

|               | Mu-4S                     | Mu-3C                                       | Mu-3H                                             | Mu-3S                   | Mu-3SII                | Mu-V                                   |
| ------------- | ------------------------- | ------------------------------------------- | ------------------------------------------------- | ----------------------- | ---------------------- | -------------------------------------- |
| Startzeitraum | 1970–1972                 | 1974–1979                                   | 1977–1978                                         | 1980–1984               | 1985–1993              | 1997–2006                              |
| Nutzlast LEO  | 180 kg                    | 195 kg                                      | 270 kg                                            | 290 kg                  | 770 kg                 | 1900 kg                                |
| Startmasse    | 43,5 t                    | 41,6 t                                      | 48,7 t                                            | 49,5 t                  | 61,7 t                 | 140 t                                  |
| Aufbau        | 4 Stufe + 8 Booster       | 3 Stufen + 8 Booster                        | 4 Stufen + 8 Booster                              | 3 Stufen + 8 Booster    | 4 Stufen + 2 Booster   | 3 Stufen oder 4 Stufen                 |
| Starts        | 4                         | 4                                           | 3                                                 | 4                       | 8                      | 7                                      |
| Misserfolge   | 1 Fehlstart               | 1 Fehlstart                                 |                                                   |                         | 1 Fehlstart            | 1 Fehlstart                            |
| Besonderes    | Beschränkte Steuerbarkeit | Durchmesser vergrößert, 2. und 3. Stufe neu | ergänzt um 4. Stufe und Verlängerung der 1. Stufe | Geringfügige Änderungen | Neue Booster, 4. Stufe | Rakete komplett neu, 4. Stufe optional |

Quellen: 

## Mu-V
Mu-V wurde von 1997 bis 2006 verwendet. Von den sieben – davon sechs erfolgreich – durchgeführten Starts erfolgten vier mit der dreistufigen Mu-V (ein Fehlstart) und drei mit der vierstufigen Mu-V KM (Nutzlasten: HALCA (MUSES-B) 1997, Nozomi (Planet-B) 1998 und Hayabusa (MUSES-C) 2003). 
Die maximale Nutzlast betrug 1800 kg in einen 30°-Orbit in 200 km Höhe bzw. 1300 kg in einen polaren Orbit in 200 km Höhe für Mu-V und
1800 kg in einen 30°-Orbit in 400 km Höhe für Mu-V KM. 
Die Gesamtmasse der Mu-V betrug 137.500 kg, die der Mu-V KM 139.000 kg. Seit 2003 wurde eine verbesserte Mu-V Rakete eingesetzt, die sich durch eine neue zweite Stufe vom Ursprungsmodell unterscheidet.
Am 26. Juli 2006 gab die JAXA bekannt, man wolle die Mu-V nach dem SOLAR-B-Start nicht mehr verwenden. Stattdessen sollte ein neuer Trägerraketentyp, basierend auf einer Mischung der Technologien der Mu-V und der H-IIA entwickelt werden. Der erste Start der neuen Trägerrakete Epsilon wurde für 2010 angekündigt und fand im September 2013 statt.

### Potentielle Interkontinentalrakete
Aufgrund von Feststoffraketentriebwerk und hohem Wurfgewicht eignete sich dieses System als Interkontinentalrakete. Lediglich die Nutzlast und das Lenksystem hätten umgetauscht werden müssen. Die Mu-V war in ihrer Leistung mit der modernsten LGM-118 Peacekeeper-Interkontinentalrakete vergleichbar.
Toshiyuki Shikata, Regierungsberater und General a. D., erklärte 2011, ein Grund für die Hayabusa-Mission sei gewesen, mit dem Wiedereintritt und der Landung der Kapsel zurück auf der Erde zu demonstrieren, dass „Japans Fähigkeit, Interkontinentalraketen zu bauen, glaubwürdig ist“.